# Katja Adomeit
Katja Adomeit (født 1981 i Tyskland) er en dansk filmproducer. Hun blev i 2012 uddannet fra filmuddannelsen Super16 og stiftede samme år sit produktionsselskab Adomeit Film, som producerer fiktion og dokumentarfilm. Hun har produceret en række film, hvoraf nogle har opnået hæder på filmfestivaler som Berlinalen, Venedig, Toronto og Cannes.
Adomeit har koproduceret Ruben Östlunds Cannes-nominerede spillefilm Force Majeure (2014) og The Square (2017), hvoraf sidstnævnte modtog Guldpalmen i 2017